# マリエット・ド・パトラ
マリエット・ド・パトラ（Mariette de Patras, ? - 1503年4月12日）は、キプロス王国のジャン2世王のギリシャ人の愛妾。ジャック2世王の母。「ド・パトラ（de Patras）」は姓ではなく、モレアス専制公領内の都市パトラ出身であったことを指している。

## 生涯
ペロポネソス半島のパトラに生まれ、どの時期からキプロス島に移住したかは不明だが、少なくとも1438年より前にはジャン2世の妾になっていた。フローリオ・ブストロン（Florio Bustron）の年代記によれば、マリエットは「非常に美しく、思慮深い」女性だった。マリエットは1438年から1440年の間に、ジャン2世王との間の息子ジャックを出産した。ジャン2世は1437年にイタリア人のモンフェッラート侯女アメデーア・パレオロガと代理結婚式を挙げたが、王妃アメデーアは1440年にキプロスに到着して2か月で死んだ。ジャン2世は1442年に2番目の王妃としてモレアス専制公テオドロス2世の娘エレニ・パレオロギナを迎えた。エレニはマリエットと息子ジャックの存在を知ると、マリエットの鼻を削がせた。王妃エレニはその後も母子に対する敵視を続けた。
ジャン2世王はマリエットの産んだ息子ジャックを可愛がり、1456年にはニコシア大司教に任命した。そしてジャックが侍従を殺害するなど不祥事を起こした際も、これを許したが、こうした厚遇は王妃エレニのさらなる怒りを買った。1458年にジャン2世と王妃エレニが相次いで亡くなり、国王夫妻の一人娘シャルロットが王位に就いた。しかしマリエットの息子ジャックはエジプト・マムルーク朝のスルタンの援助を得て異母妹から王位を簒奪すべく反乱を起こし、シャルロットを追放して1464年にキプロス王ジャック2世として戴冠する。1468年、ジャック2世は母マリエットにパノ・キヴィデス（Pano Kivides）、リソス（Lysos）、ペリステロナ（Peristerona）、ペラソウザ（Pelathousa）の4つの村の領主権を授けている。
1473年に息子ジャック2世が死去すると、マリエットは王妃カタリーナ・コルナーロを利用してキプロスの国政を牛耳るようになったヴェネツィア共和国政府の命令でパドヴァに連行され、半軟禁状態に置かれた。1479年1月22日、ヴェネツィア政府の十人委員会はマリエットの身柄をクリストフォロ・ムーツィオ（Cristoforo Muzio）に預ける旨の裁定を下した。マリエットはそのままパドヴァで亡くなり、同市内の聖アゴスティーノ教会（chiesa di S. Agostino）に葬られた。墓碑銘には「亡きキプロス王ジャックの母マリエット（Marieta mater quondam Jacobi Cypri Regis）」と彫られた。ジャック2世の嫡子ジャック3世は1歳で夭折したものの、庶子たちの家系は現在まで続いている。

## 引用
1. ↑  Benjamin Arbel and David Jacoby, Intercultural Contacts in the Medieval Mediterranean, p.45, published by Frank Cass, London, Google Books, retrieved on 19 June 2009
2. ↑  Pano Kivides Community Council, History, retrieved on 19 June 2009